# بوساکی
بوساچی (به ایتالیایی: Busachi) یک کومونه در ایتالیا است که در استان اریستانو واقع شده‌است.

## خصوصیات
بوساچی ۵۹٫۲ کیلومترمربع مساحت و ۱٬۵۷۴ نفر جمعیت دارد.